# Масонский храм
Масонский храм — термин, который обычно используется в масонстве с несколькими связанными между собой значениями. Он используется для описания абстрактной духовной цели, концептуального ритуального пространства, образующегося при встречах масонов, и физически существующих помещений, в которых встречаются члены ложи. Когда речь идёт о здании, также используется термин «масонский зал».

## Происхождение
Термин «масонский храм» берет своё начало в масонских ритуалах и традиции. Масонская традиция, выраженная через ритуалы, считает, что первая масонская ложа была создана в Храме царя Соломона в Иерусалиме, и что вольные каменщики — наследники философии оперативных каменщиков, которые занимались реальным возведением зданий и которые построили Первый храм. При строительстве «духовного храма в сердце своём» масон возводит «дом нерукотворный» — отображение физического храма, построенного каменщиками в Иерусалиме.
Все символические ложи суть продолжение первой ложи в Иерусалиме. Всякий раз, когда масоны проводят свои работы, они утверждают, что всё делаемое ими делается «в месте, символизирующим Храм царя Соломона». Это воплощение проводят все члены ложи, сидящие или стоящие по краям ложи, лицом внутрь (образуя символические стены храма). В центре этого пространства — алтарь или жертвенник, на котором размещена Библия или другие священные книги (в зависимости от религиозных взглядов членов ложи), представляющие святая святых храма. Таким образом, братья создают «масонский храм» всякий раз, когда они проводят ритуалы в ложе.

## Развитие и история
В первые века существования масонства, XVII—XVIII вв., масонские ложи чаще всего устраивали свои масонские храмы в частных домах, в комнатах общественных таверн или в залах, которые можно было регулярно арендовать для проведения масонских ритуалов. Но это было далеко не идеальным вариантом, так как встречи в общественных местах приводили к утечке сведений, в том числе об усложняющихся ритуалах. Ложи стали стремиться приобрести постоянные объекты, предназначенные исключительно для использования в масонских трудах.
Первый масонский зал был построен в 1765 году в Марселе, во Франции. Десять лет спустя, в мае 1775 года, в Лондоне был заложен краеугольный камень здания, которое стало впоследствии известно как Freemasons Hall. Церемония была проведена с торжественным ритуалом и заложила тенденции, которые продолжаются по сей день. Однако большинство лож не могли позволить себе строить собственные объекты, и вместо этого арендовали помещения в коммерческих учреждениях (чаще всего в гостиницах, банках и оперных театрах). С появлением постоянных объектов термин «масонский храм» стал применяться не только к символическому обозначению храма, но и к физическому месту, в котором происходили собрания лож. Аналогичная перемена произошла с термином масонская ложа, который в ритуале относится к собравшимся масонам, а не к месту собрания. Однако в общем использовании он стал применяться и к месту.
Во второй половине девятнадцатого века популярность масонства возрастала всё больше и больше, и ложи начали собирать необходимые финансовые средства для строительства собственных помещений. Во многих местах этот процесс ускорился благодаря изменениям налогового законодательства, которые позволили братским и благотворительным организациям владеть собственностью и арендовать землю, не подвергаясь налогообложению. В больших городах, где было много лож, стало экономически выгодным для группы лож объединяться и приобретать или строить собственные здания, где коммерческие помещения соседствовали с ритуальными. Арендная плата от коммерческих помещений шла на содержание помещений лож. Это было особенно актуально в городах, где была великая ложа. Эти здания также стали называться «масонскими храмами», «масонскими залами» или «масонскими ложами».
В небольших городах тенденция была иной. Здесь вместо строительства крупных впечатляющих зданий (в надеждах на привлечение коммерческих арендаторов) местные ложи, как правило, строили более скромные сооружения или покупали здания, которые имели историческую ценность. Это было особенно распространено в США, где масоны хотели, чтобы их братство было связано с историей местного общества. Поэтому они старались приобретать старые церкви, школы и дома и переделывать их под свои нужды. Эти здания становились известными как «масонские храмы».

## Расцвет и упадок
1920-е годы отмечены расцветом для масонства, особенно в США. К 1930 году более 12 % взрослого мужского населения США были членами братств. Собранные средства позволили великим ложам создать здания по-настоящему монументальных масштабов. Типичными примерами таких зданий той эпохи являются Дейтонский масонский центр и Детройтский масонский храм (крупнейший масонский храм в мире).
Тем не менее, времена процветания прошли. Великая депрессия ударила по масонству так же сильно, как по остальному миру, поэтому местные и великие ложи отказались от возведения зданий, чтобы в должной мере оказать помощь нуждающимся. Во Вторую мировую войну ресурсы направлялись на поддержку военных действий. Непродолжительный всплеск был отмечен в 1950-х годах, однако в 1960-х и 1970-х количество членов лож резко упало. Ложи стали сокращаться и объединяться. Многие ложи уже не могли позволить себе содержать свои здания и продавали их. Многие масонские храмы и залы были преобразованы в помещения для немасонского использования. Они преобразовывались в полностью коммерческие помещения, гостиницы, ночные клубы и даже кондоминиумы. Многие ложи вернулись к аренде помещений, и есть даже небольшое движение, которое призывает масонов вернуться к своим корням и открывать свои масонские храмы в тавернах.

## Согласованность в названиях
Когда масоны поначалу строили специализированные здания, то для масонских храмов чаще всего использовался термин масонский зал. Ситуация начала меняться с середины XIX века, когда большие масонские залы чаще всего располагались в крупных городах и стали обозначаться термином масонский храм. По прошествии времени, все больше и больше зданий в Америке стали использовать название масонский храм, независимо от их размера или местоположения. В масонстве США сегодня термин масонский зал переживает возрождение, частично из-за общественного заблуждения, что масоны проводят какие-то формы религиозного поклонения в храмах.

## Использование
Хотя масонские храмы по своему определению служат домом для масонской ложи, они также могут использоваться в других целях. Небольшие масонские храмы в основном состоят из небольшого помещения для проведения собраний с кухней/столовой (чаще называемой агапной). В больших масонских храмах могут располагаться несколько помещений для собраний, концертных залов, библиотек и музеев, а также немасонские коммерческие и офисные помещения.

## Масонская архитектура
С момента своего создания надлежащий дизайн масонского храма был предметом серьёзных дебатов среди масонских ученых. По этой теме до сих пор продолжаются дискуссии о различных стандартах в оформлении масонских храмов, которые предлагались за последние века. Несмотря на эти попытки стандартизации, масонские храмы часто сильно различаются по дизайну, и только планировка помещения ложи достаточно последовательно соблюдается в масонских храмах мира.
Некоторые масонские храмы были разработаны известными архитекторами, такими как Бёрнхам и Рут, Наполеон Лебрун, Осгуд и Осгуд, Джон Рассел Поуп и Джон С. Остин.

## Галерея

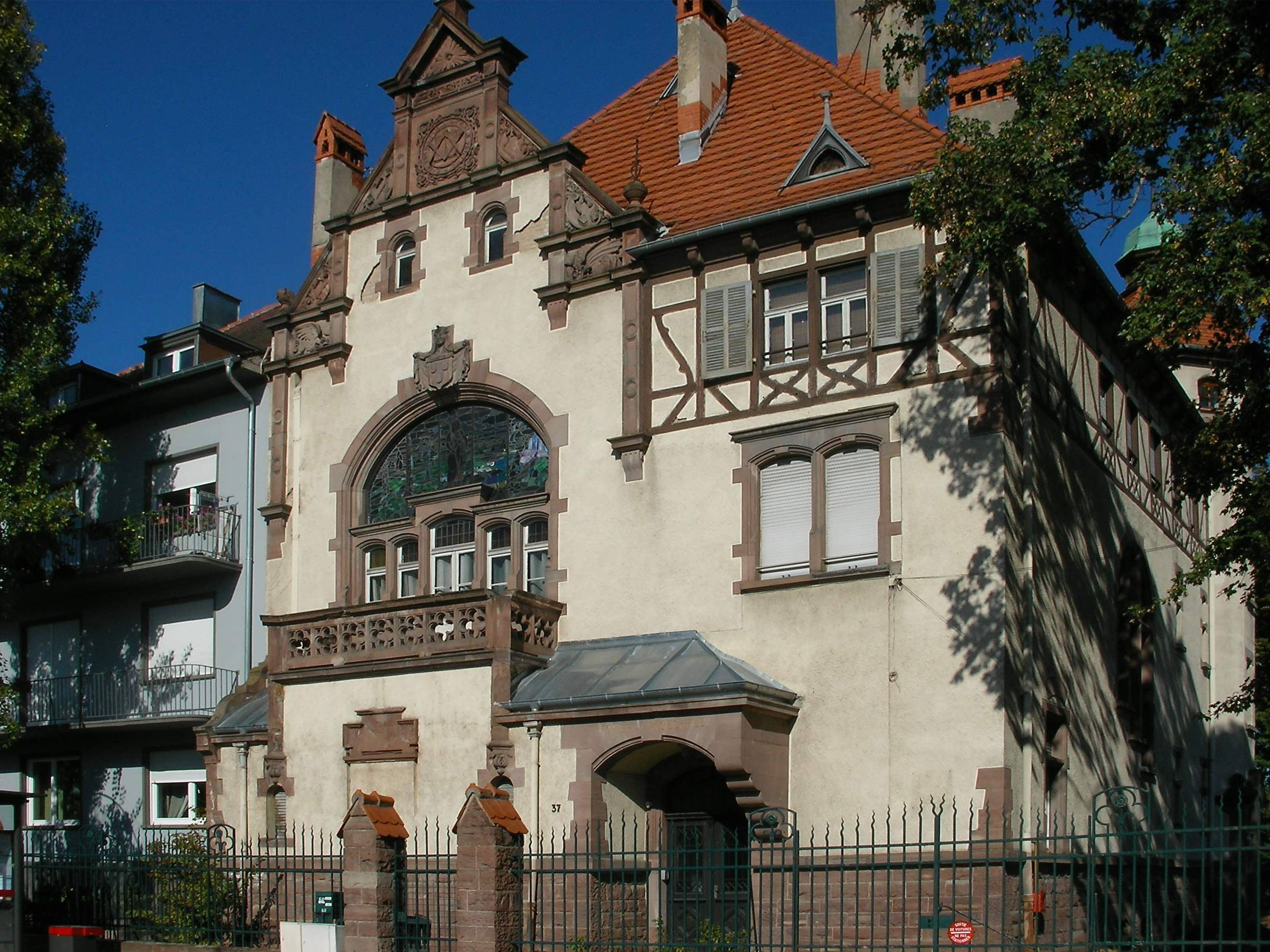
Масонская ложа города Кольмар (Франция)
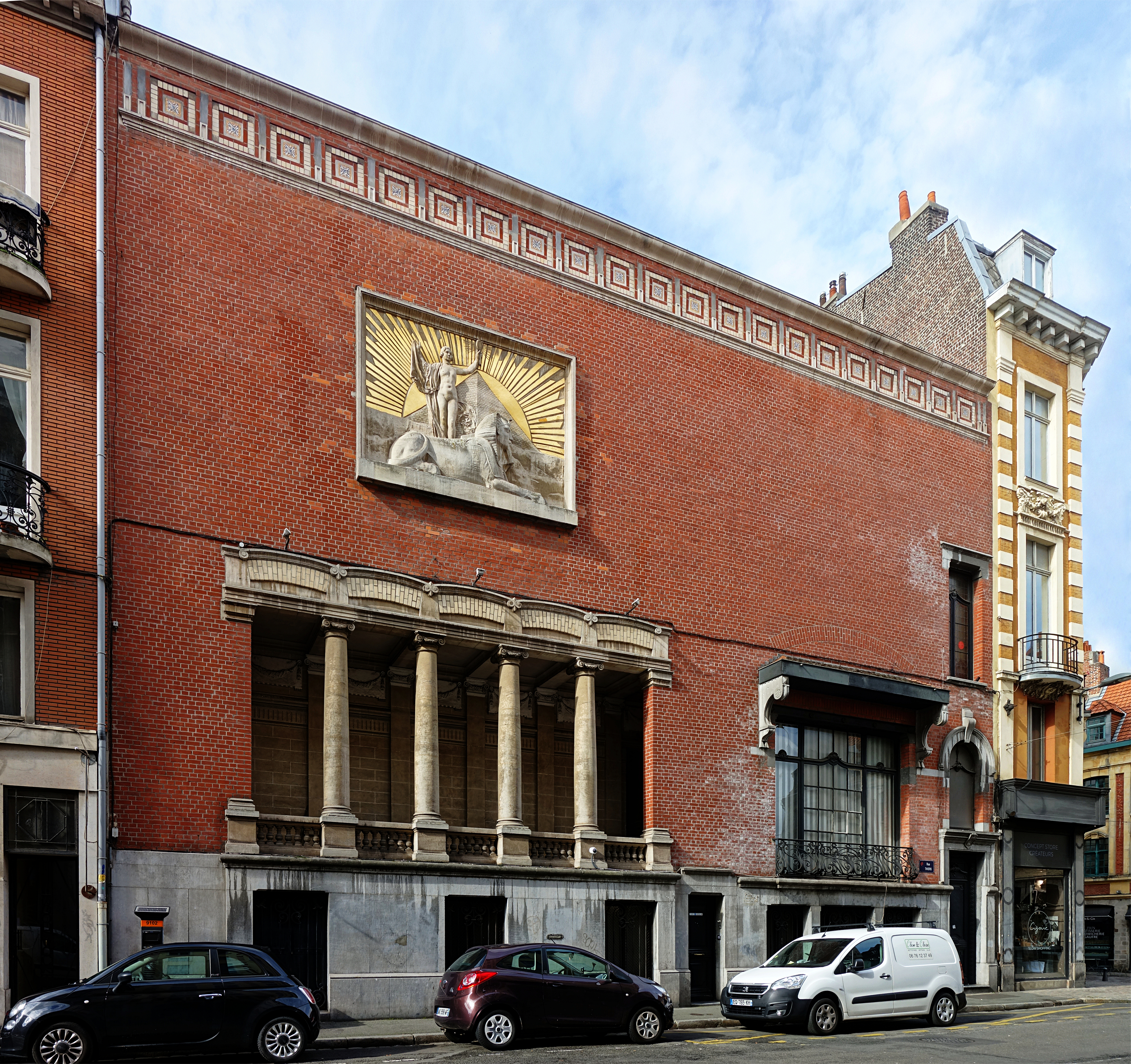
Масонский храм Лилля (Франция)
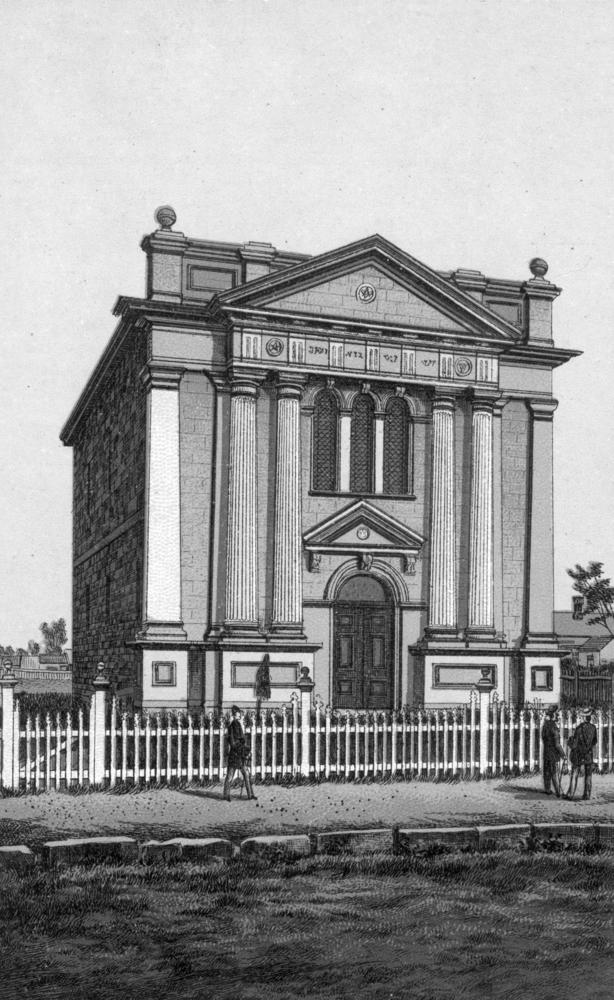
Историческая ложа в Уорвике (Австралия), основана в 1887
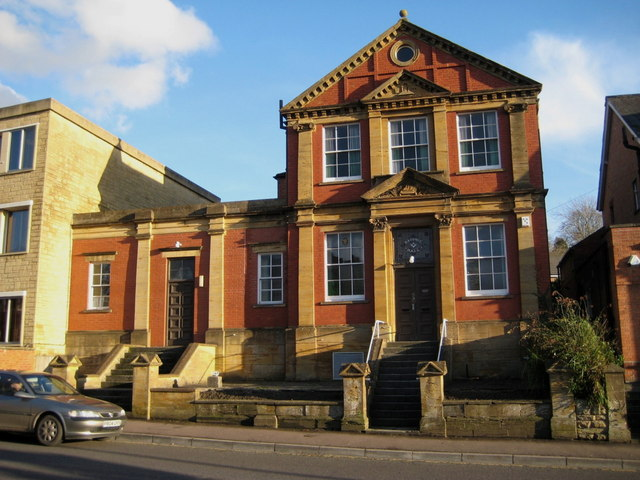
Масонская ложа в Иеовиле
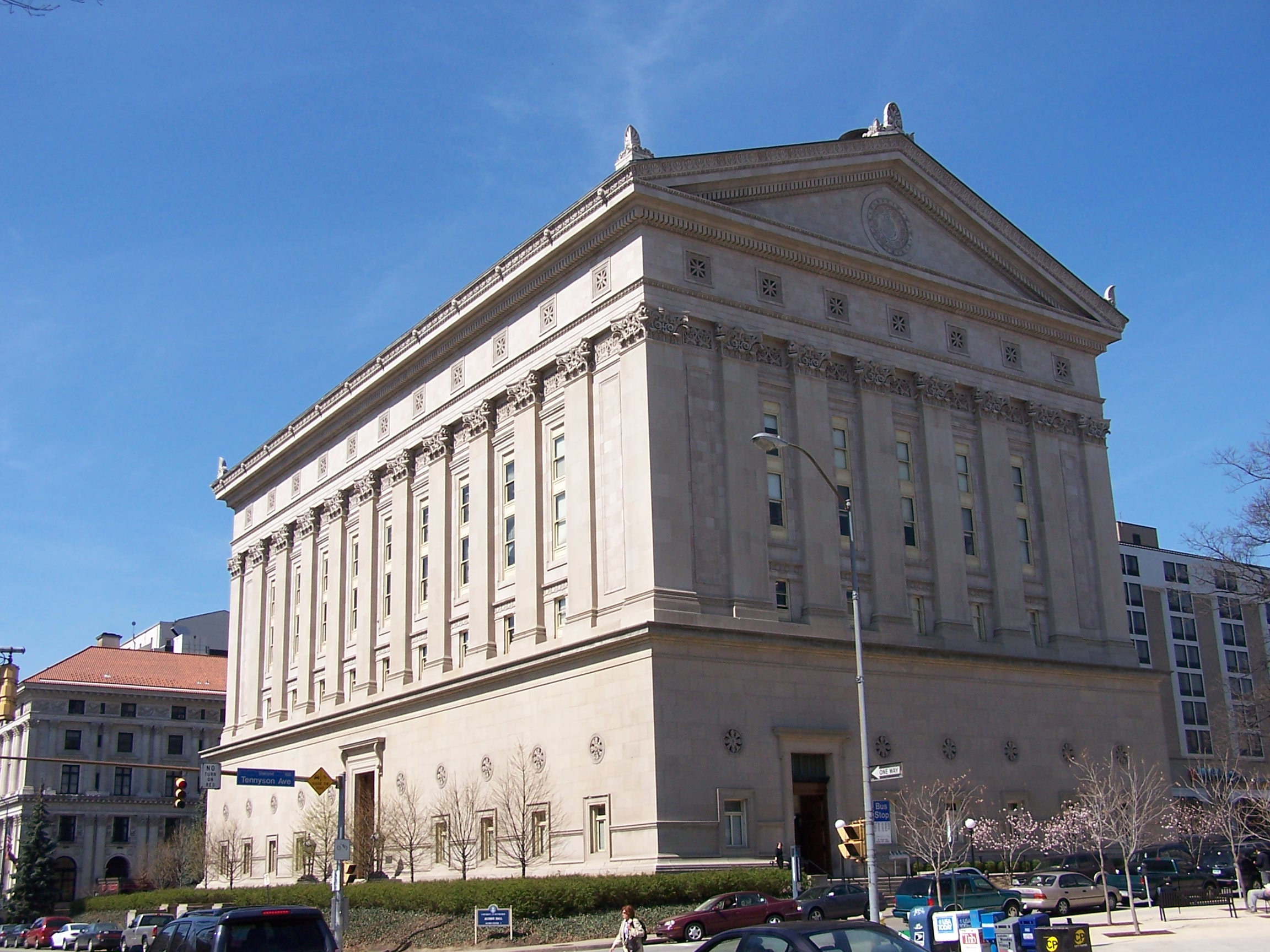
Масонский храм в Окланде
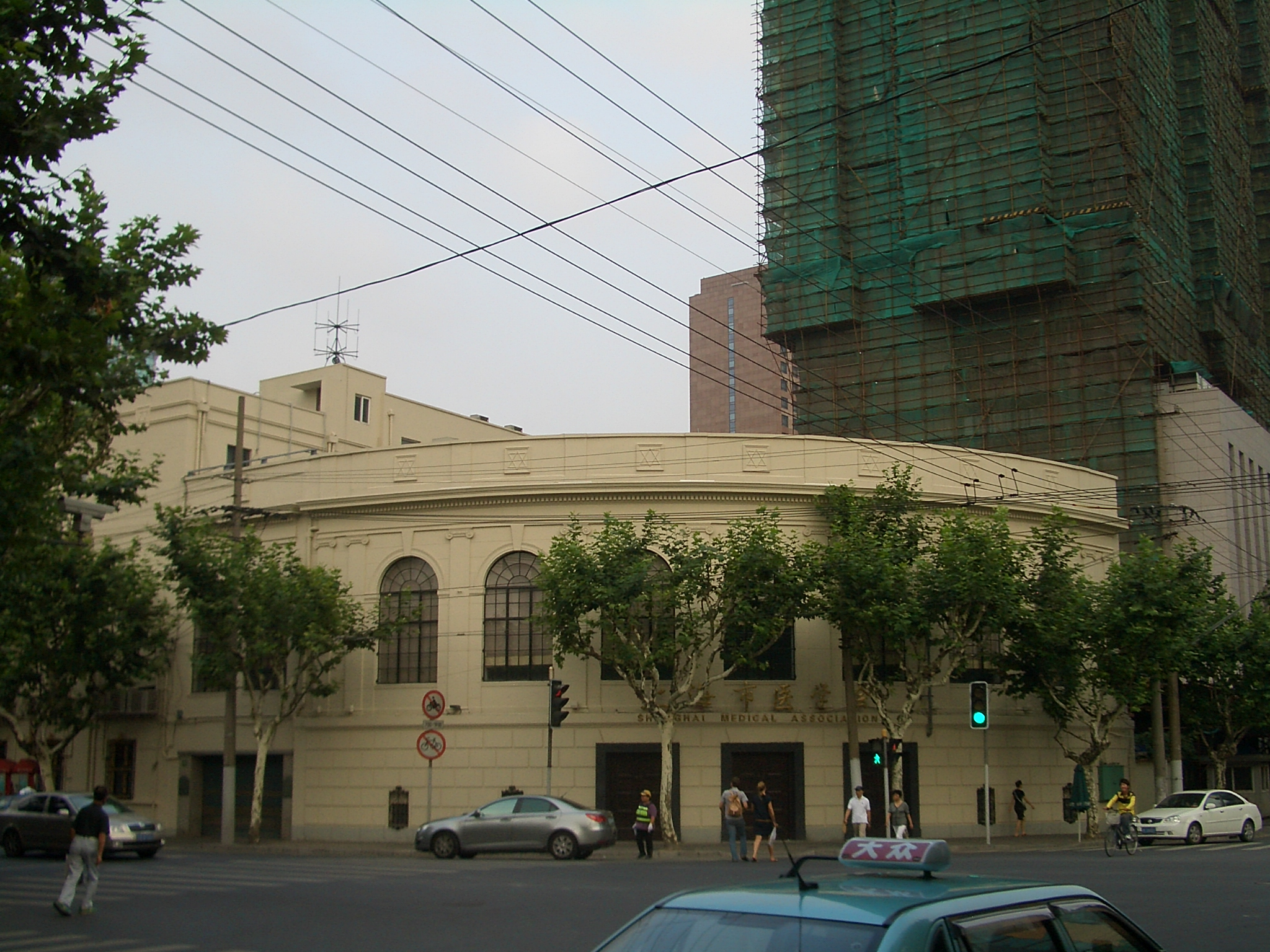
Масонский храм в Шанхае, сейчас медицинский центр
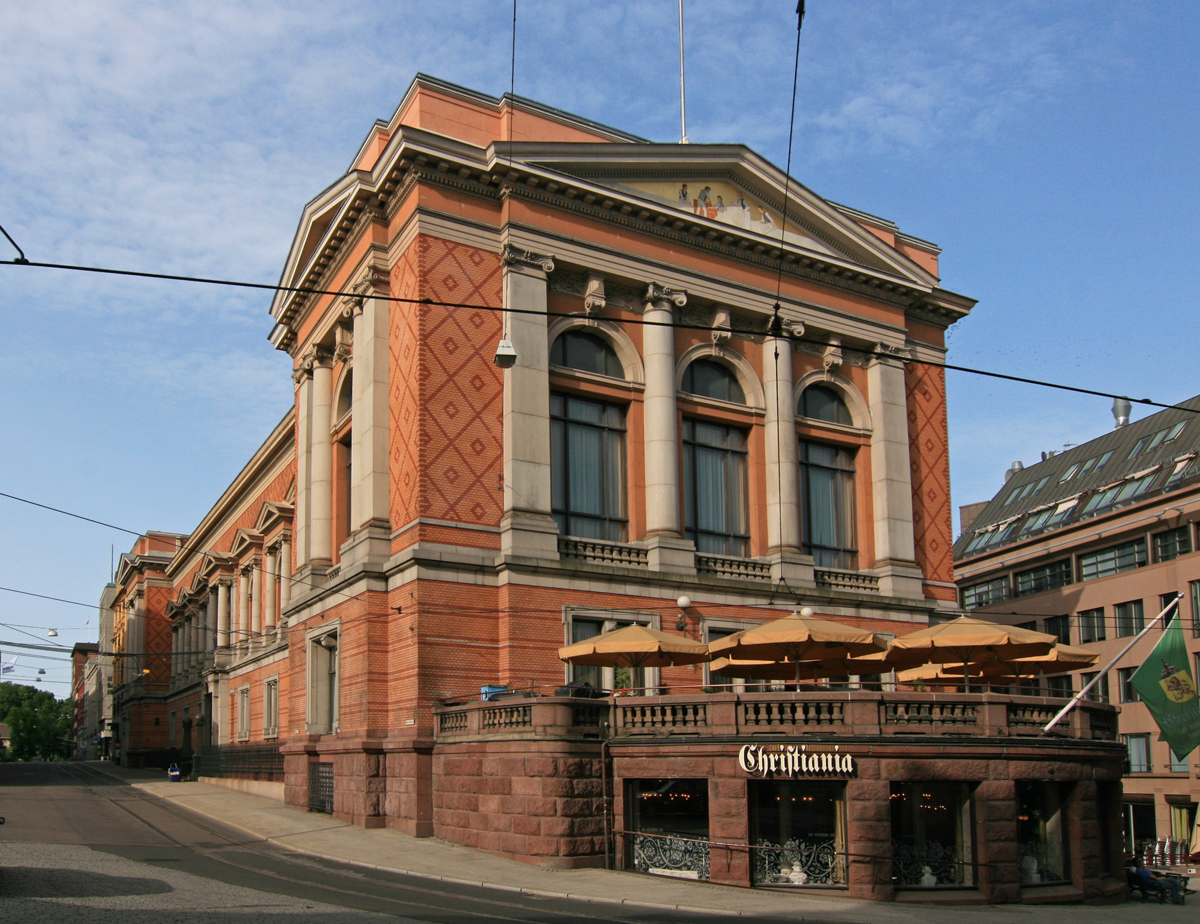
Норвежский масонский храм в Осло
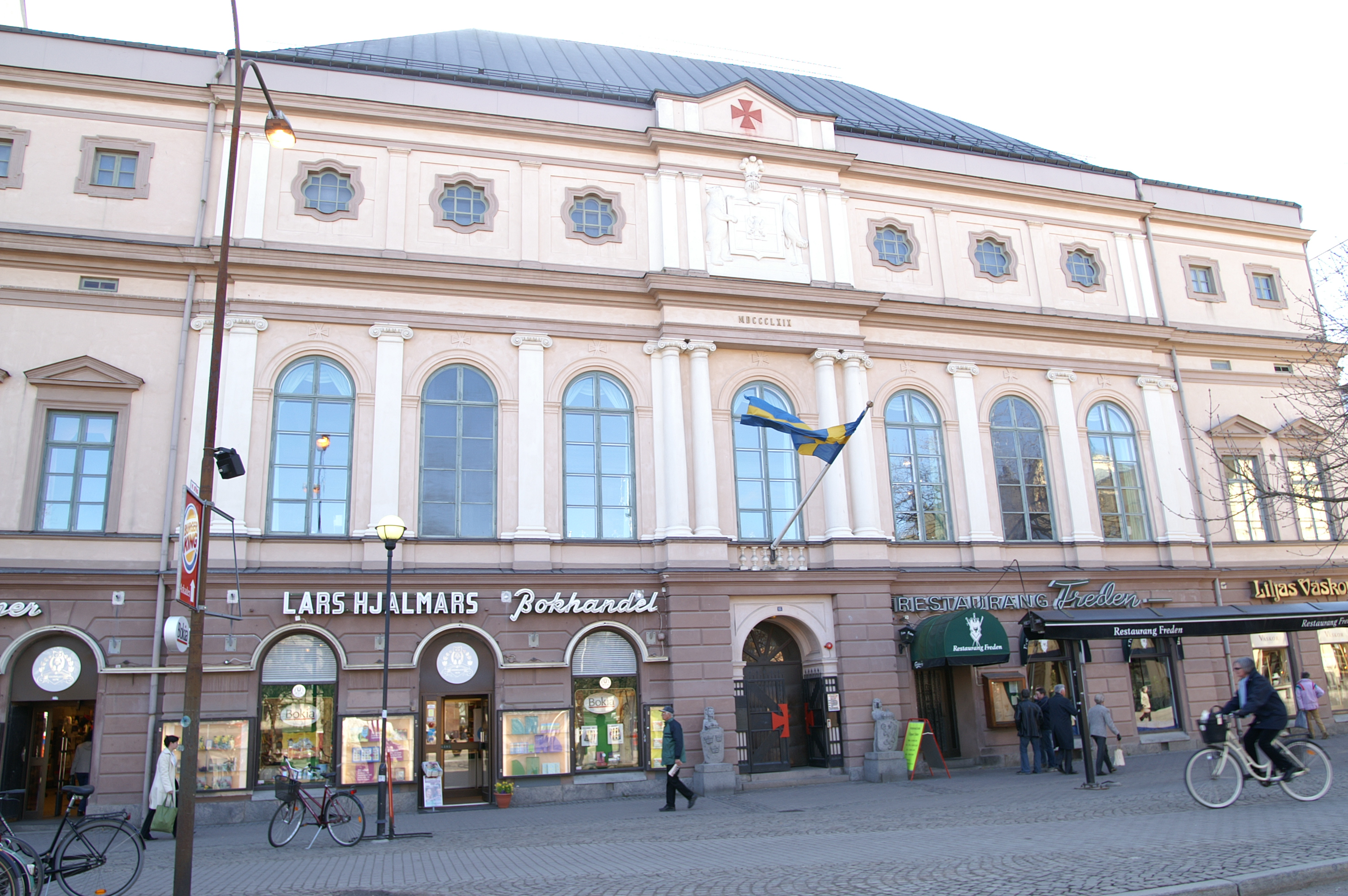
Шведский масонский храм в Карлстаде
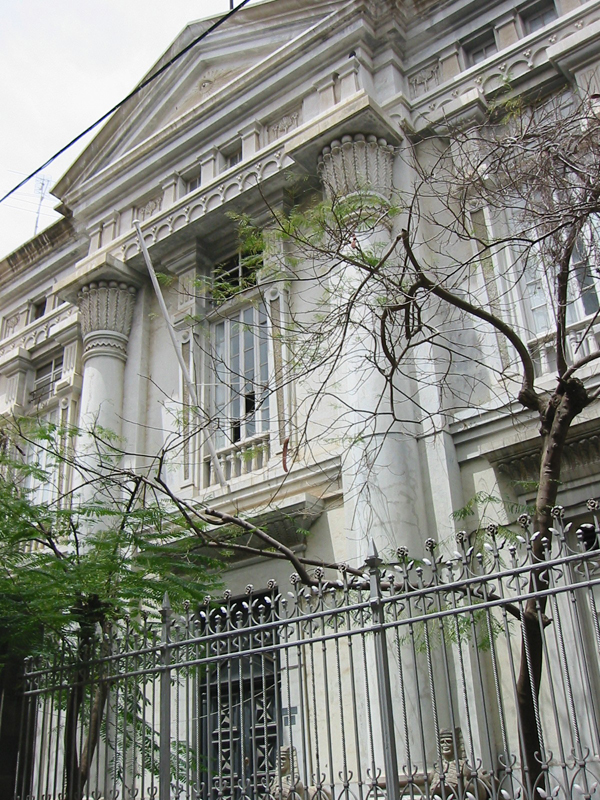
Масонский храм Санта-Крус-де-Тенерифе, Испания
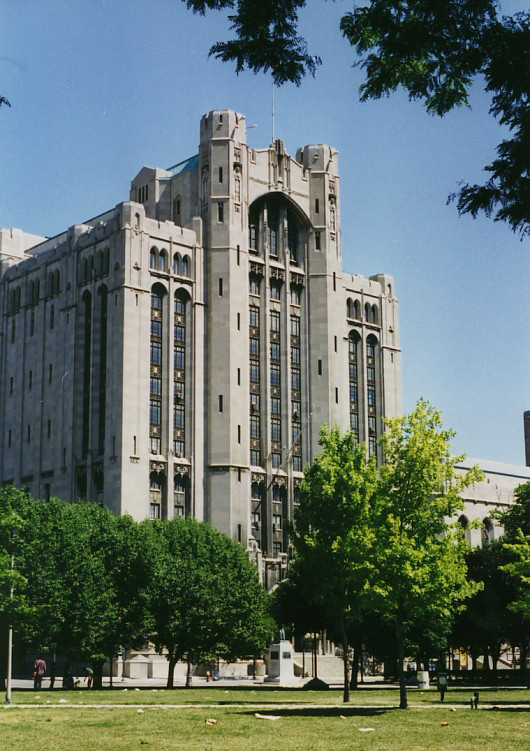
Масонский храм Детройта, Мичиган
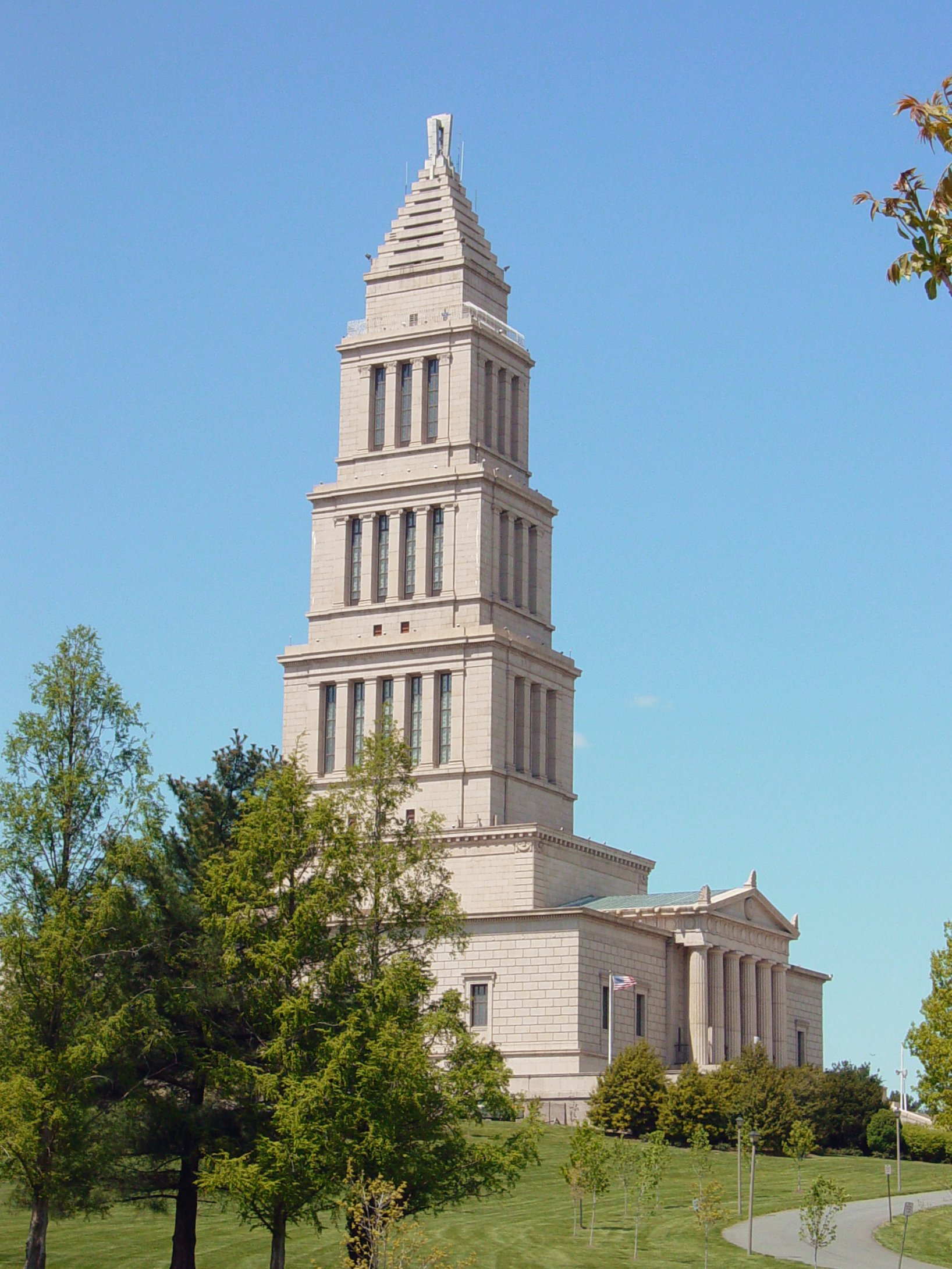
Масонский национальный мемориал Джорджа Вашингтона
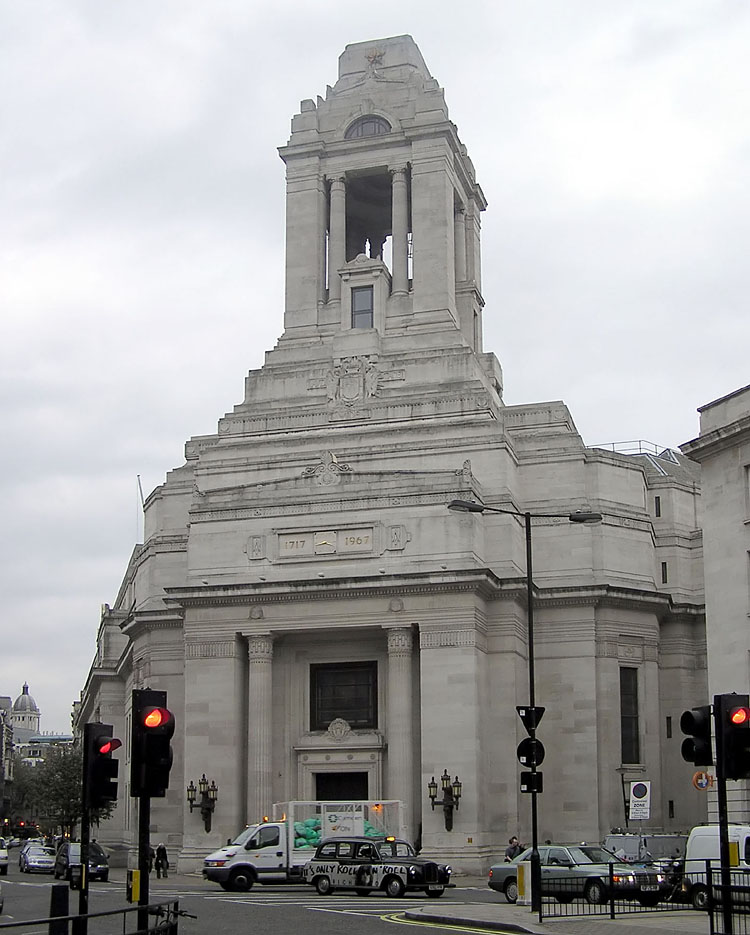
Freemasons Hall, Лондон, Англия
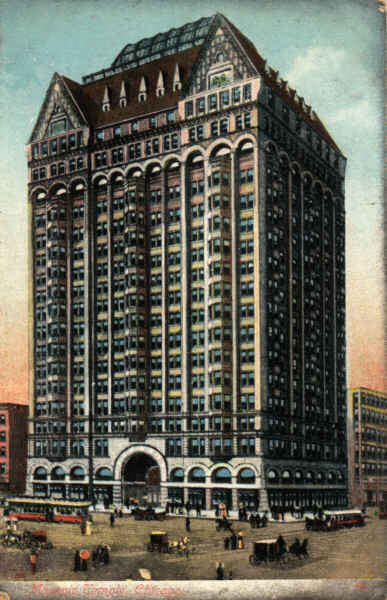
Масонский храм в Чикаго
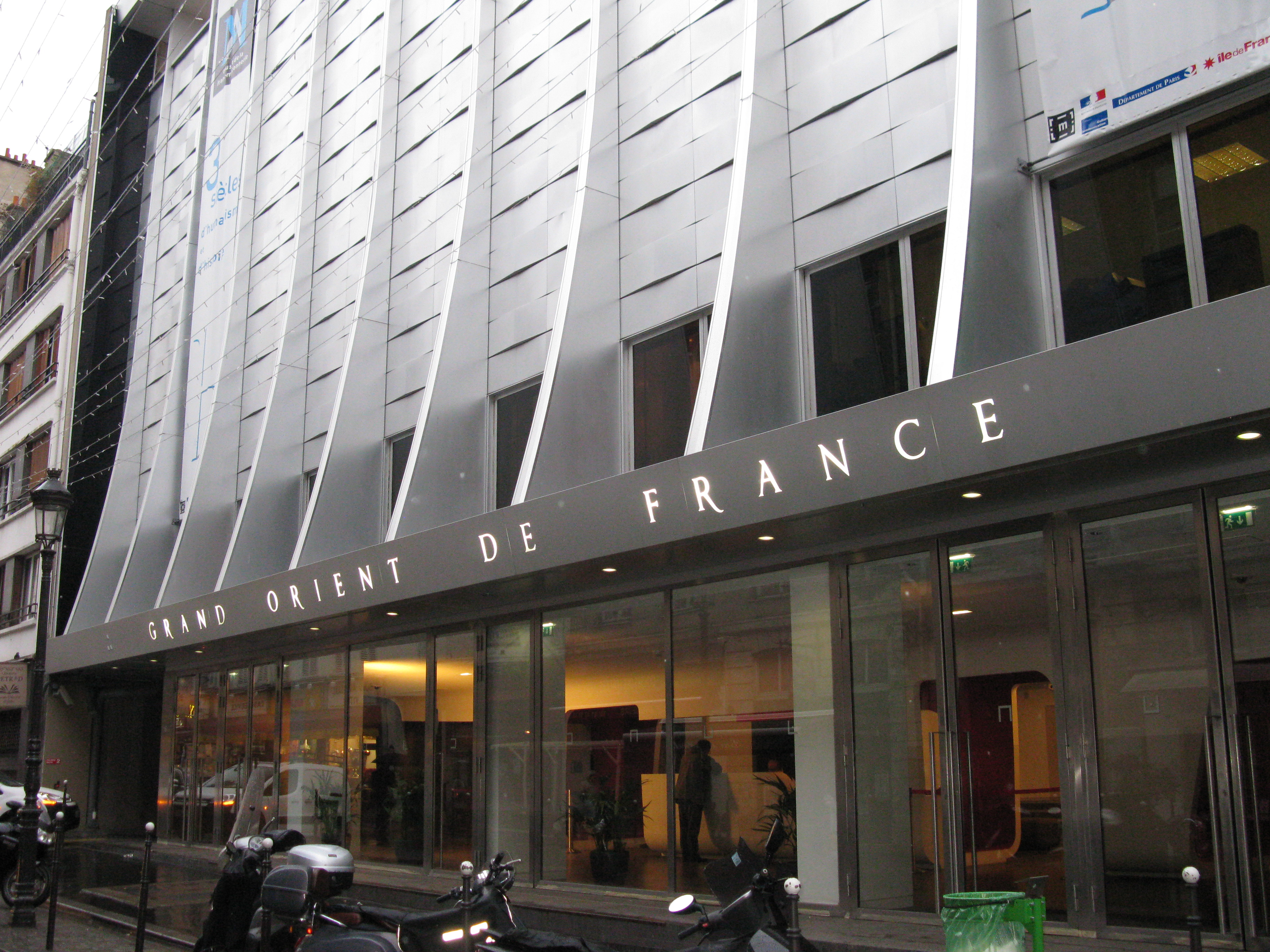
Масонский храм ВВФ в Париже
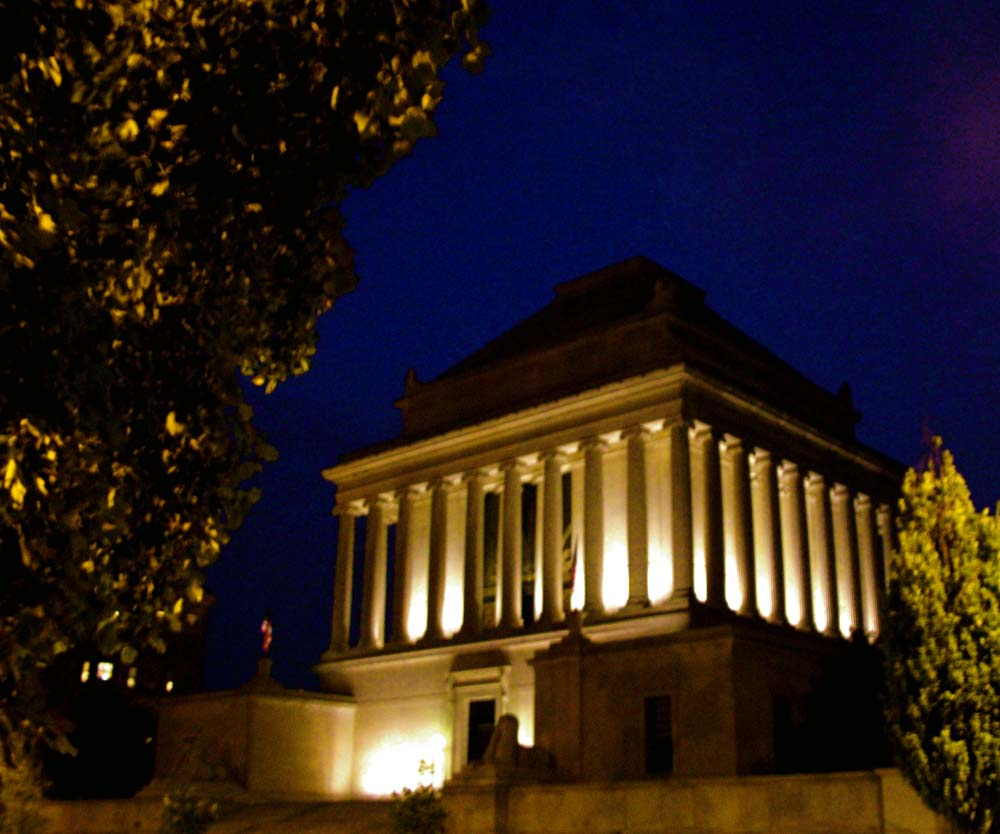
House of the Temple, Вашингтон
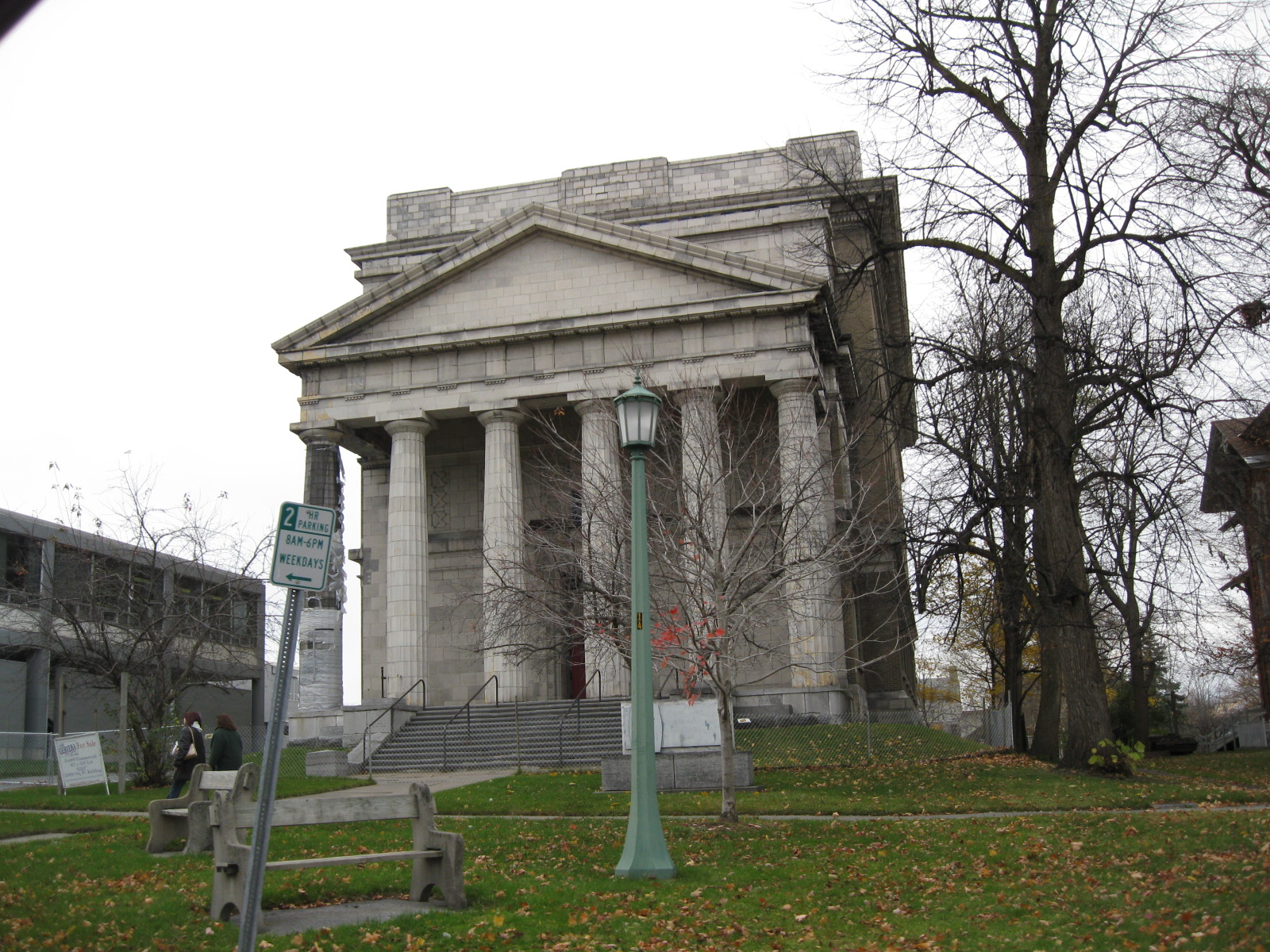
Масонский храм в Уотертауне
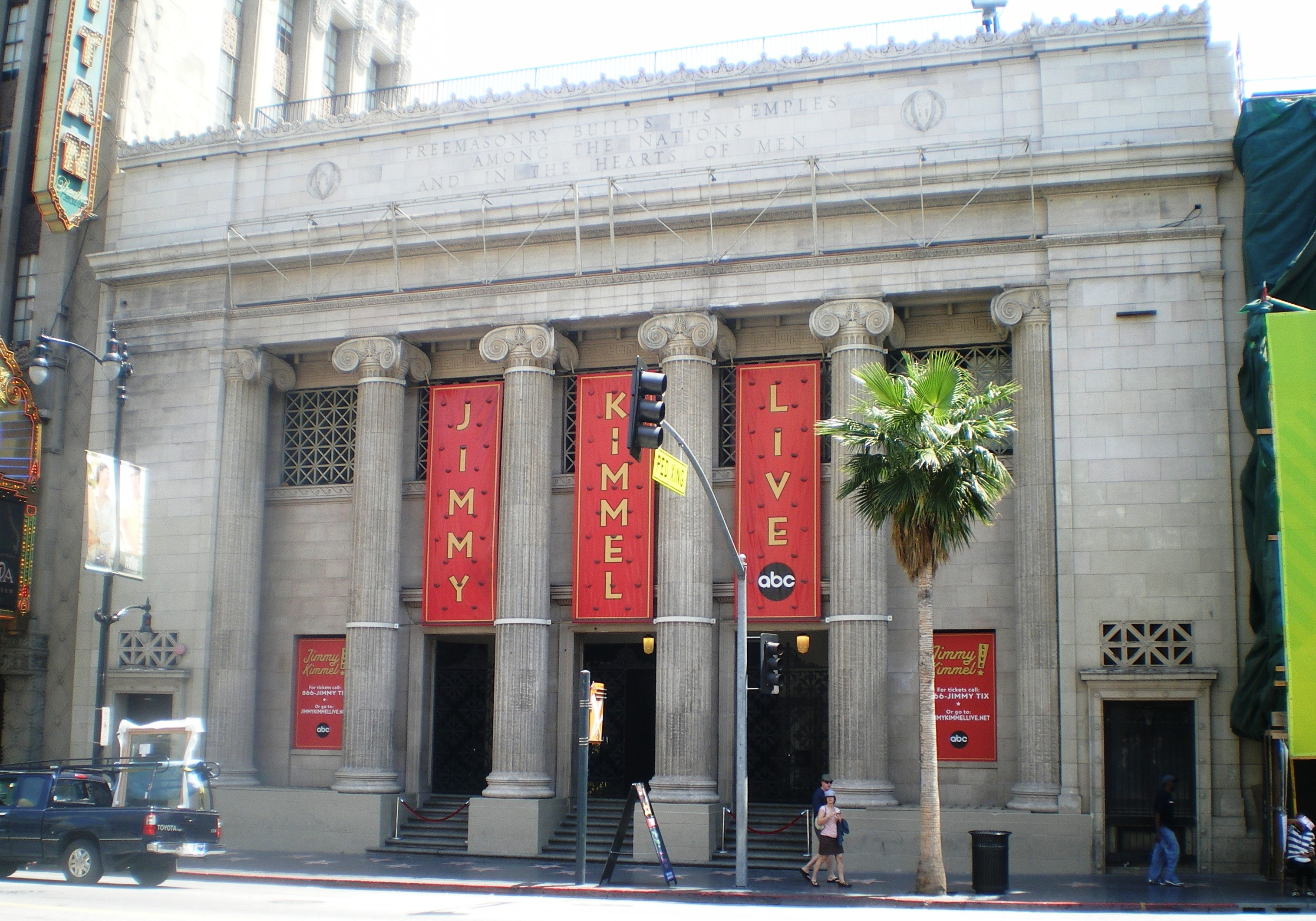
Голливудский масонский храм
Масонский храм в Гамбурге
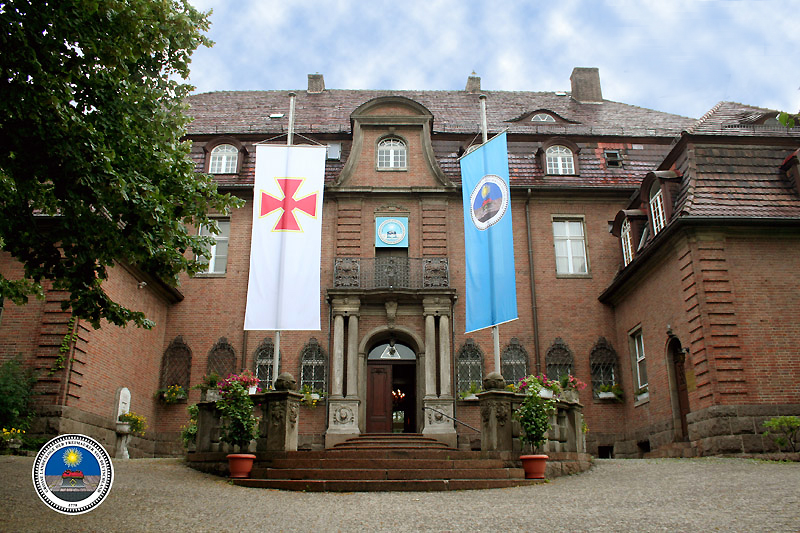
Масонский храм в Берлине
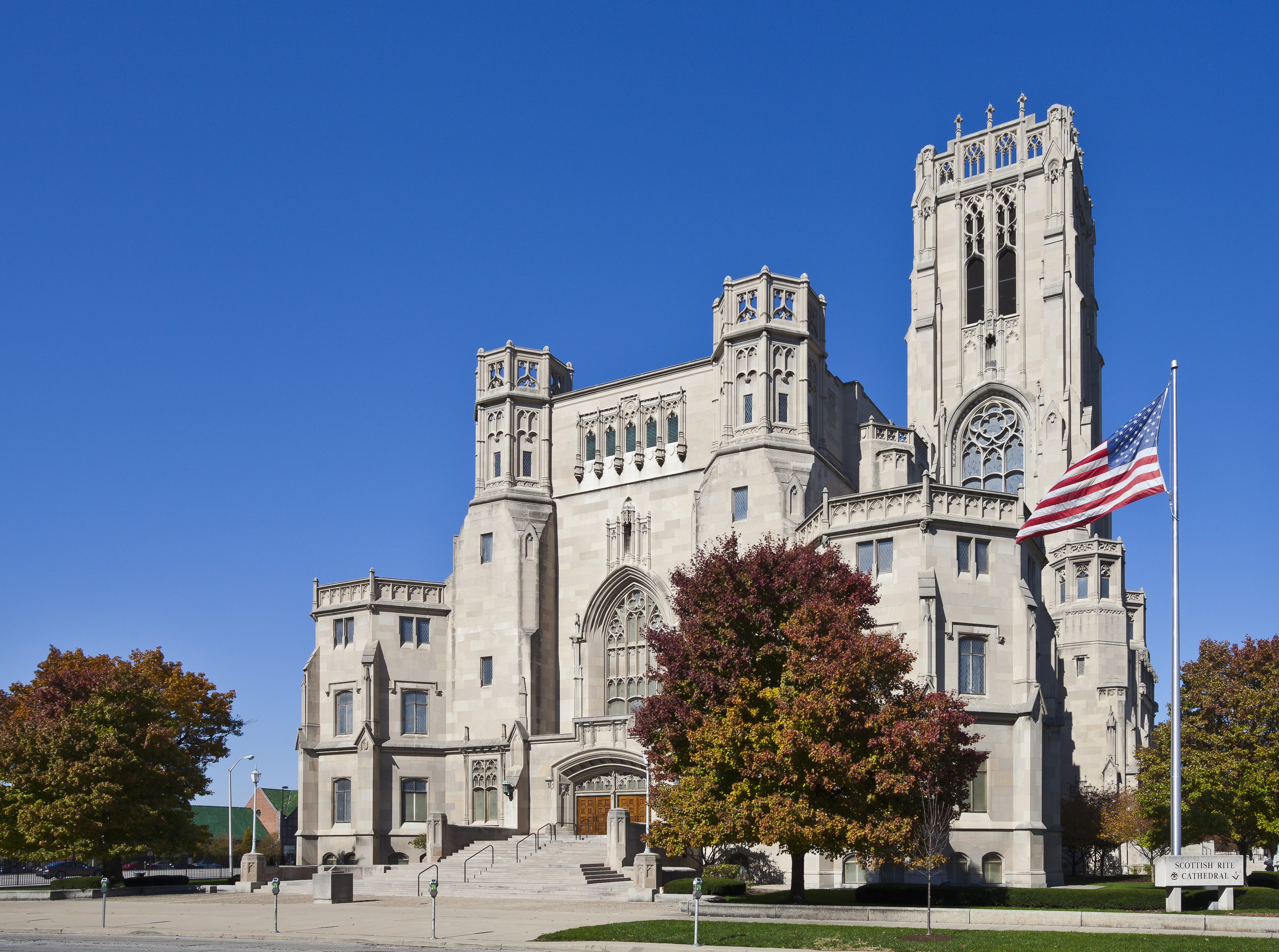
Масонский храм ДПШУ в Индианаполисе